# Distrito de Congas
El distrito de Congas es uno de los diez distritos de la Provincia de Ocros, ubicada en el Departamento de Áncash, bajo la administración del Gobierno regional de Ancash. en el Perú. Este distrito fue creado por ley N° 9862 del 13 de diciembre de 1943.

## Toponimia
Congas proviene del vocablo nativo quechua Konkashun que significa olvido, con el pasar de los años, por comodidad de los antiguos pobladores, terminaron escribiendo Congas.

## Historia
Inicialmente se dice que existió sus primeros habitantes en la zona de Macna en la falda de Kero Puquio frente de Congas, debido a lagartijas y culebras se trasladan a Pampamarca como hacía mucho frío en esta zona, se trasladan al Cerro de Chocchi, allí se establecieron por muchos años, pero cuentan de sus pobladores de Pacrao y Capuli que se ubicaron en la patería para arriba que era un lugar más seguro para su pobladores andinos.
Existen asentamientos antiguos de formas originarias, dispersas debieron tener la influencia de la cultura de Chavín.
Con ruinas antiguas de vivienda fue con uso de piedras, barro y torreones fortificados de chulpas circulares que se encuentran todavía en las alturas de Congas, alturas de Pampamarca de Chavín Clásico (entre 300 a. C. a  300 D.C).
En la actualidad Congas es un pueblo andino de clima favorable para la agricultura y ganadería, se encuentra  en la Provincia de Ocros y su capital es Congas.

## Geografía

### Ubicación
- El distrito, está ubicado a una altitud de 3,055 m s. n. m. y cuenta una extensión superficial de 130.03 km² (hab/km²).

### Límite
- Por el norte y noreste limita con la provincia de Ocros.
- Por el este y suroeste limita con el distrito de Copa y la provincia de Ocros.
- Por el oeste y noroeste limita con el  distrito de Cajacay.

### Centros poblados/Anexos
- Miramar
- Maravillas
- Vista Alegre
- La Unión
- Paracpayan
- Pariachichi
- Cruzpata
- Chachascoto

## Autoridades

### Municipales
- 2019-2022[1]
  - Alcalde: Porfirio Gomero
- 2015-2018[2]
  - Alcalde:Eudomila Maximila Cabanillas Ostos de Dolores
- 2011-2014[3]
  - Alcalde: Eudomila Maximila Cabanillas Ostos de Dolores, del Movimiento Regional Independiente Cuenta Conmigo (CC).
  - Regidores: Esteban Curi Cadillo (CC), Saby Marisol Vega Noel (CC), Julio Armando Chávez Cerrate (Alianza para el Progreso), Danny Yazmín Dulanto Gomero (Alianza para el Progreso), Oscar Castromonte Maguiña (Alianza para el Progreso).
- 2007-2010: 
  - Alcalde: Elmer Ananías Gomero Cabanillas.

## Economía
Congas, es una comunidad agrícola, piscícola y ganadera.
Se cultiva alfalfa, trigo (var.centenario), cebada, haba, con posibilidades de cultivar maíz morado, alcachofa y  canolaquinua.
Crianza de cuyes mejorados, truchas, ovinos, caprinos, vacunos, etc.

### Turismo y cultura

#### Principales atractivos turísticos
- La Iglesia  de Congas
- Plaza de Armas
- Concejo Municipal
- Ruinas de Chocchi a 2 km de Congas
- Ruinas de Jornojirca a 8 km de Congas
- Ruinas de Shocllin a 3 km ubicado en Miramar
- Chulpas en las alturas de Congas, Parac y Payan
- Lagunas de Pariacocha, Huacacocha, Yawarcocha, Cushrococha, Allkucocha, Wicsucocha, Lucmacocha, Chakicocha.

#### Calendario festivo
| Fecha                 | Nombre                                        | Carácter | Concurencia                                               |
| --------------------- | --------------------------------------------- | -------- | --------------------------------------------------------- |
| Enero (1 de enero)    | Año Nuevo                                     | Nacional | Población general y visitantes                            |
| Febrero (6 de enero)  | Taita Mayo- La Unión                          | Regional | Población general y visitantes                            |
| Febrero (2.º domingo) | Carnavales                                    | Regional | Población general y visitantes                            |
| Marzo /abril          | Semana Santa, Domingo de Ramos                | Nacional | Población general y visitantes                            |
| Señor de Mayo         | 3 de mayo                                     | Regional | Población general y visitantes                            |
| junio 21-23           | Corpus Christi, danza de diablitos y negritos | Regional | Población general y visitantes                            |
| junio 23-24           | San Juan Bautista                             | Regional | Población general y visitantes                            |
| 6 de agosto           | San Salvador de Congas                        | Regional | Población general y residentes de Lima, Barranca y Huaraz |
| 30 de agosto          | Santa Rosa Congas                             | Regional | Población general y visitantes de los distritos           |
| 29 de septiembre      | San Miguel de Arcángel                        | Regional | Población general y visitantes de los distritos           |
| 8 de diciembre        | Virgen Purísima                               | Regional | Población general, centros Educativos y autoridades       |
| 13 de diciembre       | Aniversario de su creación política           | Regional | Población general, centros Educativos y autoridades       |

### Artesanía
- Textilería:  (frazadas y alforjas),tiene artes tradicionales como: Textilería (frazadas y fajas a tejido a mano con el uso de la callhua.

### Música
- El Folklore: Raúl Olivares, Cristina Rojas, Esther Espinoza, Romy Sotelo y otros.
- Bandas y orquestas: Banda Filarmónica "Centro Musical Congas", Banda Orquesta "San Salvador de Congas", Banda Orquesta "Armonía Musical Congas", Banda "Juventud Congas", Banda "Santa Rosa de Congas", que tiene prestancia ganada en diferentes lugares del Perú sobre todo en corridas de toros en Ancash.

- - http://www.youtube.com/watch?v=rJnrj_fyTRI&feature=related

### Danzas típicas
- El Capitán.
- El Rey Inca y sus pallas.
- Los Diáblitos.
- Los Negritos y su mudanza.
- Llaveros.
- El caporal.
- El cuyumero.
- El camachico.
- El rompepuertas.
- La llegada.

## Biodiversidady recursos naturales

### Sector flora y fauna
| Flora                                                        | Fauna | Zona HIERBAS NATURALES, MEDICINALES: muña, huamanpinta, orégano, cola de caballo, huamanrripa, torongil, shucashuca, escorsonero, hierba buena, hierba luisa, chichiss, chinchermano, etc. |
| ------------------------------------------------------------ | --- | --- |
| Retama, Saúco                                                | cóndor, zorro, gato montés, vizcacha, picaflor, venado, vicuña, unchuchuco, piuch, huachua,patillo, puma | Congas, Vista Alegre |
| Chilca Baccharis latifolia, aliso, eucalipto, ortiga,        | zorzal, taruca, gorrión, zorro                                                                           | Congas, Vista Alegre y Miramar |
| Marco, cunguia, shequia, borrajón kikuyo, lloque, molle,     | Perdiz, paloma, gato montés                                                                              | Congas, Vista Alegre y Miramar |
| Ciprés, magey, suce, capuli                                  | torcasa, loro, cuculí, zorro, zorrillo                                                                   | Congas, Vista Alegre, Miramar y Maravilla |
| Mito,Baccharis latifolia (chilca), yerba santa, tuna, ortiga | culebra, erizo, comadreja, búho                                                                          | Congas, Vista Alegre, Miramar |

## Vías de comunicación
Cuenta con 3 salidas

### Carretera
- Barranca - Chasquitambo - Colqioc - Miramar - Congas
- Lima - Barranca - Pativilca - San Pedro - Congas
- Ocros - Bellavista - Cashacoto - Vista Alegre - Congas
- Huaraz - Recuay - Catac - Conococha - Punta de Chonta - Oncoy - Ocros - Bellavista - Vista Alegre - Congas.

Telecomunicaciones: cuenta con Teléfono, Internet y Televisión.

## Gastronomía local
- Son platos de peruanidad de los congasinos, que se conservan hasta  hoy, que se brinda en los diversos platos en las  fiestas religiosas patronales, Aniversario,  fiestas familiares (bautismo, kitañaque, techado de casa, matrimonio) y en las tareas comunales (rodeo, relimpia de acequias, caminos):

| Carnes                                          | Plátos                           | Postres                         | Bebidas                   |
| ----------------------------------------------- | -------------------------------- | ------------------------------- | ------------------------- |
| Pari caldo, papa con queso                      | mazamorra de calabaza            | Chicha morada, emolientes       |                           |
| Chicharrón                                      | Sopa de harina tamal             | arroz con leche                 | Calientito                |
| Charqui, anticucho                              | Carapulca                        | tocush, huatia de calabaza      | Anisado                   |
| Caldo de cabeza, caldo de cuy, caldo de gallina | Ají de gallina, locro de zapallo | Mazamorra morada, frijol colado | Ron mazamorra de calabaza |
| Pachamanca                                      | cashqui, chupe                   | Empanada, bizcochuelo           | Chinguirito.              |